# Zahajki (Włodawa)
Pour les articles homonymes, voir Zahajki.
Zahajki (prononciation [zaˈxai̯ki]) est un village de la gmina de Wyryki, du powiat de Włodawa, dans la voïvodie de Lublin, situé dans l'est de la Pologne.
Il se situe à environ 8 kilomètres au nord-ouest de Wyryki (siège de la gmina), 20 kilomètres à l'ouest de Włodawa (siège du powiat) et 64 kilomètres au nord-est de Lublin (capitale de la voïvodie).

## Administration
De 1975 à 1998, le village est attaché administrativement à l'ancienne voïvodie de Chełm.

Depuis 1999, il fait partie de la nouvelle voïvodie de Lublin.